# Escrime aux Jeux olympiques de la jeunesse d'été de 2010
Navigation
Édition suivante
L' escrime aux jeux olympiques de la jeunesse d'été de 2010 se déroule durant une période de trois jours du 19 au 21 août. Les compétitions ont lieu au Palais des congrès à Singapour.

## Calendrier
| août                      | août                      | 15     | 16     | 17     | 18     | Total |
| ------------------------- | ------------------------- | ------ | ------ | ------ | ------ | ----- |
| Sabre masculin            | Sabre masculin            | finale |        |        |        | 1     |
| fleuret féminin           | fleuret féminin           | finale |        |        |        | 1     |
| Sabre féminin             | Sabre féminin             |        | finale |        |        | 1     |
| Épée masculine            | Épée masculine            |        | finale |        |        | 1     |
| Fleuret masculin          | Fleuret masculin          |        |        | finale |        | 1     |
| Épée féminine             | Épée féminine             |        |        | finale |        | 1     |
| épreuve mixte par équipes | épreuve mixte par équipes |        |        |        | finale | 1     |
| Total titres décernés     | Total titres décernés     | 2      | 2      | 2      | 1      | 7     |

| Légende |                |
|         | Jour de finale |

## Participants
- Argentine (1)
- Biélorussie (1)
- Brésil (1)
- Canada (3)
- Chine (3)
- République démocratique du Congo (1)
- Costa Rica (1)
- Cuba (1)
- République tchèque (2)
- Danemark (1)
- Égypte (5)
- Salvador (1)
- France (2)
- Allemagne (3)
- Royaume-Uni (2)
- Hong Kong (2)
- Hongrie (3)
- Irak (1)
- Italie (6)
- Kazakhstan (1)
- Corée du Sud (6)
- Liban (1)
- Nigeria (1)
- Palestine (1)
- Pologne (3)
- Roumanie (3)
- Russie (5)
- Sénégal (1)
- Singapour (4)
- Slovaquie (1)
- Afrique du Sud (1)
- Suisse (1)
- Turquie (1)
- Ukraine (2)
- États-Unis (5)
- Venezuela (1)

## Compétitions
| Édition             | Or | Argent | Bronze |
| ------------------- | --- | --- | --- |
| Épée garçons        | Marco Fichera | Nikolaus Bodoczi | Alexandre Lyssov |
| Épée filles         | Lin Sheng | Alberta Santuccio | Martyna Swatowska |
| Fleuret Hommes      | Edoardo Luperi | Alexander Massialas | Lee Kwang Hyun |
| Fleuret Filles      | Camilla Mancini | Victoria Alekseeva | Dora Lupkovics |
| Sabre Hommes        | Song Jong Hun | Leonardo Affede | Richard Hubers |
| Sabre filles        | Yana Egorian | Celina Merza | Anja Musch |
| Tournoi par équipes | Europe 1 Yana Egorian (RUS) Marco Fichera (ITA) Camilla Mancini (ITA) Leonardo Affede (ITA) Alberta Santuccio (ITA) Edoardo Luperi (ITA) | Europe 2 Anja Musch (GER) Nikolaus Bodoczi (GER) Victoria Alexeeva (RUS) Richard Hübers (GER) Martyna Swatowska (POL) Tevfik Burak Babaoğlu (TUR) | Amériques 1 Celina Merza (USA) Alexandre Lyssov (CAN) Alanna Goldie (CAN) Will Spear (USA) Katharine Holmes (USA) Alexander Massialas (USA) |

## Tableau des médailles
| Rang | Nation       | Or | Argent | Bronze | Total |
| ---- | ------------ | -- | ------ | ------ | ----- |
| 1    | Italie       | 3  | 2      | 0      | 5     |
| 2    | Russie       | 1  | 1      | 0      | 2     |
| 3    | Chine        | 1  | 0      | 1      | 2     |
| 4    | Corée du Sud | 1  | 0      | 0      | 1     |
| 5    | États-Unis   | 0  | 2      | 0      | 2     |
| 6    | Allemagne    | 0  | 1      | 2      | 3     |
| 7    | Canada       | 0  | 0      | 1      | 1     |
| 7    | Hongrie      | 0  | 0      | 1      | 1     |
| 7    | Pologne      | 0  | 0      | 1      | 1     |